# Croton ericoides
Espèce
Croton ericoides est une espèce de plantes à fleurs du genre Croton et de la famille des Euphorbiaceae, présente au Brésil (Rio Grande do Sul).
Il a pour synonyme :
- Oxydectes ericoides, (Baill.) Kuntze